# Gabriel Fazeny
Gabriel Josef Fazeny OCist (* 9. Jänner 1862 in Au bei Ebelsberg, heute Linz; † 3. Oktober 1938 in Wilhering) war ein österreichischer Ordenspriester, Politiker und von 1915 bis 1938 Abt des Stiftes Wilhering.

## Leben
Als Sohn eines Müllermeisters geboren, wurde Gabriel Fazeny bei der Taufe der zusätzliche Name Josef verliehen. Nachdem Gabriel Josef Fazeny die Matura in Linz absolviert hatte, beschloss er, in das Stift Wilhering am 1. August 1881 einzutreten. Sein Studium absolvierte er im Stift St. Florian und legte am 1. November 1885 seine Profess ab. Seine Priesterweihe fand am 18. Juli 1886 statt. Nach seiner Weihe war er an verschiedenen Orten Seelsorger (u. a. Expositus in Eidenberg), bis er schließlich 1897 Stiftshofmeister wurde.
Am 13. Dezember 1915 wurde er zum Abt gewählt. Er übte dieses Amt bis zu seinem Tode aus. Zum Mitglied der provisorischen Landesversammlung wurde er nach der Gründung der Ersten Republik am 18. November 1918 bestellt. Diese Aufgabe übte er für die Christlich-Soziale Partei bis zum 15. Mai 1919 aus.
Motiviert durch das päpstliche Schreiben Maximum illud und von der Zunahme des Wilheringer Ordensnachwuchses bestätigt, wagte das Stift Wilhering 1928 eine Missionsniederlassung in Apolo, Bolivien. Fazeny ließ den Wilheringer Prior Justinus Wöhrer zum Titularabt von Säusenstein ausrufen und vertraute ihm die Missionsarbeit an.
Fazeny ließ die Bildergalerie des Stiftes zu einer Barockgalerie umbauen und die Bilder- und Münzsammlung durch Zukäufe erweitern. Eine neue Krippe für Wilhering wurde von dem Künstler Josef Ignaz Sattler gefertigt.
Unter Fazeny wurde das Stiftsgymnasium Wilhering zu einem Vollgymnasium. Im selben Stift entstand auf seine Initiative auch 1933 eine Philosophisch-Theologische Hauslehranstalt.
Seit 1916 war er Ehrenmitglied der katholischen Studentenverbindung KÖStV Kürnberg Wien.
Fazeny starb am 3. Oktober 1938 in Wilhering. Er wurde in der Wilheringer Äbtegruft bestattet.